# تایوان ۲۱۶۹
سیارک ۲۱۶۹ (به انگلیسی: 2169 Taiwan، نامگذاری:1964VP1) دو هزار و صد و شصت و نهمین سیارک کشف شده‌است که در ۹ نوامبر ۱۹۶۴ کشف شد.
قدر مطلق سیارک برابر ۱۲٫۰۰ است.